# Suur Pehmejärv
Suur Pehmejärv (est. Suur Pehmejärv) – jezioro w Estonii, w prowincji Võrumaa, w gminie Antsla. Położone jest na północny wschód od wsi Ähijärve. Ma powierzchnię 48,9 ha linię brzegową o długości 3284 m, długość 1100 m i szerokość 740 m. Sąsiaduje z jeziorami Ähijärv, Ubajärv, Väikene Pehmejärv, Kaugjärv. Położone jest w bezpośrednim sąsiedztwie Parku Narodowego Karula. Przepływa przez nie rzeka Ahelo, która wypływa z jeziora Ähijärv.